# 50275 Marcocasalini
50275 Marcocasalini este o planetă minoră (asteroid), cu un diametru de 6,946 km, din centura de asteroizi. A fost descoperită pe 4 februarie 2000 la osservatorio astronomico della Montagna Pistoiese⁠(d) de Maura Tombelli⁠(d). 
Obiectul prezintă o orbită caracterizată de o semiaxă mare de 2,5994615484384 UAi, o excentricitate de 0,063821449602489, o înclinație de 7,0998304309987 ° în raport cu ecliptica.